# Dino Faragona
Dino Faragona (Fiume, 25 dicembre 1912 – Varese, 13 novembre 2006) è stato un politico della minoranza italiana in Jugoslavia, primo presidente dell'Unione degli Italiani dell'Istria e di Fiume e secondo direttore de La Voce del Popolo, il quotidiano degli italiani stampato a Fiume.

## I primi anni e la presidenza dell'Unione degli Italiani
Nato a Fiume - allora parte dell'Impero Austroungarico - nel 1912, laureato in ingegneria, fu capo della sezione montaggio del Silurificio fiumano, abbracciando le idee marxiste. Dopo la caduta del fascismo nel 1943 fu eletto membro dei comitati di fabbrica e del Comitato popolare di liberazione di Fiume, un'organizzazione clandestina che nel tempo cadde sotto il dominio delle forze politiche annessionistiche croate.
Arrestato il 27 luglio 1944, venne in seguito rilasciato a causa dell'inconsistenza degli indizi a suo carico, decidendo quindi di lasciare la città per aggregarsi alle forze partigiane jugoslave.
Il 6 febbraio del 1945 partecipò alla riunione di Zalesina - una località del Gorski kotar, a nordest di Fiume - nella quale la neonata Unione degli Italiani dell'Istria e di Fiume assunse la sua prima forma organizzativa. In questa occasione, si nominò il primo Comitato esecutivo, e Faragona venne eletto primo Presidente dell'associazione. Il primo documento dell'Unione fu un proclama per l'annessione dell'Istria e di Fiume alla nuova Jugoslavia socialista.
In quell'occasione, Faragona dichiarò che "Il Comitato esecutivo continuerà a rendere attive le masse italiane. Oggi, ma più ancora domani, l'UIIF potrà realizzare tutte le conquiste inerenti ai diritti di minoranza nazionale sancito dallo ZAVNOH e dall'AVNOJ. Il benessere e l'innalzamento culturale degli italiani sarà un successo come quello di ogni popolo che compone la Jugoslavia".
A giugno del 1946, entrò a far parte della delegazione della Regione Giulia, organizzata dagli jugoslavi per la Conferenza di Pace di Parigi: in quella veste si spese per l'annessione dell'area intera alla nuova Jugoslavia socialista.
Faragona venne rieletto alla presidenza dell'UIIF nelle assemblee di Pola del 3 giugno 1945 e di Parenzo del 2 febbraio 1947, lasciando poi la carica a Giusto Massarotto nel corso della Terza Conferenza Plenaria di Pola del 30 maggio 1948, assumendo la vicepresidenza dell'Unione.
In questi anni l'associazione della minoranza italiana fu caratterizzata da una supina acquiescenza ai desiderata del partito comunista jugoslavo e da una continua attivazione dei connazionali per la ricerca e l'eliminazione dei "fascisti", "revanscisti", "deviazionisti" che in qualche maniera mettessero in dubbio vuoi l'appartenenza della Venezia Giulia e di Fiume alla Jugoslavia, vuoi la linea politica del regime di Tito, il tutto nel quadro drammatico dell'esodo giuliano-dalmata che negli anni vide la riduzione numerica di circa il 90% degli italiani di quelle terre.

## La rottura Tito-Stalin
Nel 1948 si verificò la rottura fra Tito e Stalin, che causò un inasprimento delle condizioni degli italiani della minoranza di idee comuniste, in gran parte legati ad una precedente affiliazione col Partito Comunista Italiano, fedele alla linea dettata da Stalin per il tramite del Cominform, con la conseguente condanna di Tito.
Si ebbe così una seconda ondata di epurazioni, e Faragona - mantenendo peraltro una linea fedele al dittatore jugoslavo - un po' alla volta si iniziò ad estraniare dalla vita politica, lasciando tutte le cariche già all'inizio degli anni cinquanta, perdendo progressivamente sempre più fiducia nei confronti del regime jugoslavo.

## Lo spostamento in Italia, gli ultimi anni e la morte
La storia personale di Dino Faragona conobbe un amaro esito, con la decisione di trasferirsi in Italia così come la gran parte di quegli italiani da lui additati negativamente negli anni 1945-1948.
Venuto a risiedere a Varese, Faragona si rinchiuse nel silenzio, non partecipando più ad alcuna attività politica pubblica. Spesso ritornava in Istria, nella zona di Albona, dove possedeva una casa per le vacanze.
Morì a Varese all'età di 93 anni e fu sepolto nel cimitero cittadino.